# Fusionaler Sprachbau
Ein fusionaler Sprachbau ist in der Sprachtypologie nach Wilhelm von Humboldt und August Wilhelm Schlegel eine Unterart des synthetischen Sprachbaus. In einer sogenannten fusionalen Sprache wird die grammatische Funktion eines Wortes durch das Anbringen von Affixen, die Affigierung, kenntlich gemacht.
Gute Beispiele für fusionale Sprachen sind Latein und Deutsch. Die meisten indogermanischen Sprachen weisen fusionale Elemente auf. – Beispiel:
Anhand eines lateinischen Wortes wie clamat ‚er/sie/es ruft‘ kann man die Funktionalität einer fusionalen Sprache illustrieren. clamat lässt sich zerlegen in das Morphem clama- und das Affix -t. Letzteres enthält die Information über die grammatischen Kategorien Person, Numerus und Genus Verbi, in diesem Fall „3. Person Singular (Präsens Indikativ) Aktiv“. Die Änderung einer dieser Kategorien bedingt eine völlige Änderung des Affixes.

## Abgrenzung zu agglutinierenden und zu flektierenden Sprachen
Die fusionalen Sprachen verwenden Affixe, welche nicht nur eine, sondern mehrere grammatische Bestimmungen ausdrücken; mehrere Informationen sind in einem einzelnen Affix fusioniert: Lat. Verb-Endung „-o“, 1. Person, Singular, Präsens. Die meisten fusionalen Sprachen sind zugleich auch flektierende Sprachen. In einer agglutinierenden Sprache wird jede grammatische Kategorie durch ein separates Affix vertreten. Der Unterschied zwischen agglutinierenden und fusionalen Sprachen ist aber nicht scharf; rein agglutinierende und rein fusionale Sprachen sind selten.